# 陳曜旻
陳曜旻 （1940年—2020年3月1日）外號白頭佬，香港製衣商人，曾任職日資製衣廠WHK（中文譯：安沃樫山）董事，為外國時裝品牌尋找香港廠商生產。他曾擁有豪宅及名貴房車，但其後宣佈破產。
岳文是他在光藝公司演第二男主角的藝名。他參演了風雨幽蘭，雷雨之夜和五月雨中花下集。
陳曜旻經歷過兩段婚姻，首任妻子是朱韻琴，第二任妻子鍾璧澤。陳曜旻身為有婦之夫搭上章小蕙，並於1997年與鍾璧澤離婚，成為當時的新聞人物，鍾璧澤其後因肺癌逝世（？—1998年8月14日）。陳曜旻與章小蕙多年後亦分手，其後先後搭上多名娛樂圈女子。他與首任妻子育有女兒陳小韻，現為模特兒，兒子陳子毅。

## 家族成員
- 陳耀旻  == 元配朱韻琴
  - 陳小韻
  - 陳子毅
- 陳耀旻  == 填房鍾璧澤
  - 陳子浩
  - 陳子建

## 相關連結
- 名人录之-陳曜旻 （页面存档备份，存于）